# Brabant (West Virginia)
Brabant is een plaats in Wayne County, in de Amerikaanse staat West Virginia.
Brabant is een wat men in het Amerikaans unincorporated community noemt, een soort van buurtschap. Het was tussen 1917 en 1935 echter een erkende woonplaats.